# أغيل أحمد (اولد سعيد يخلف)
أغيل أحمد هو دُوَّار يقع بجماعة بني عمارت، إقليم الحسيمة، جهة طنجة تطوان الحسيمة في المملكة المغربية. ينتمي الدوّار لمشيخة اولد سعيد يخلف التي تضم 7 دواوير. يقدر عدد سكانه بـ 1043 نسمة حسب الإحصاء الرسمي للسكان والسكنى لسنة 2004.

## روابط خارجية
- البوابة الوطنية للجماعات الترابية
- المندوبية السامية للتخطيط